# کیم کیوم هی

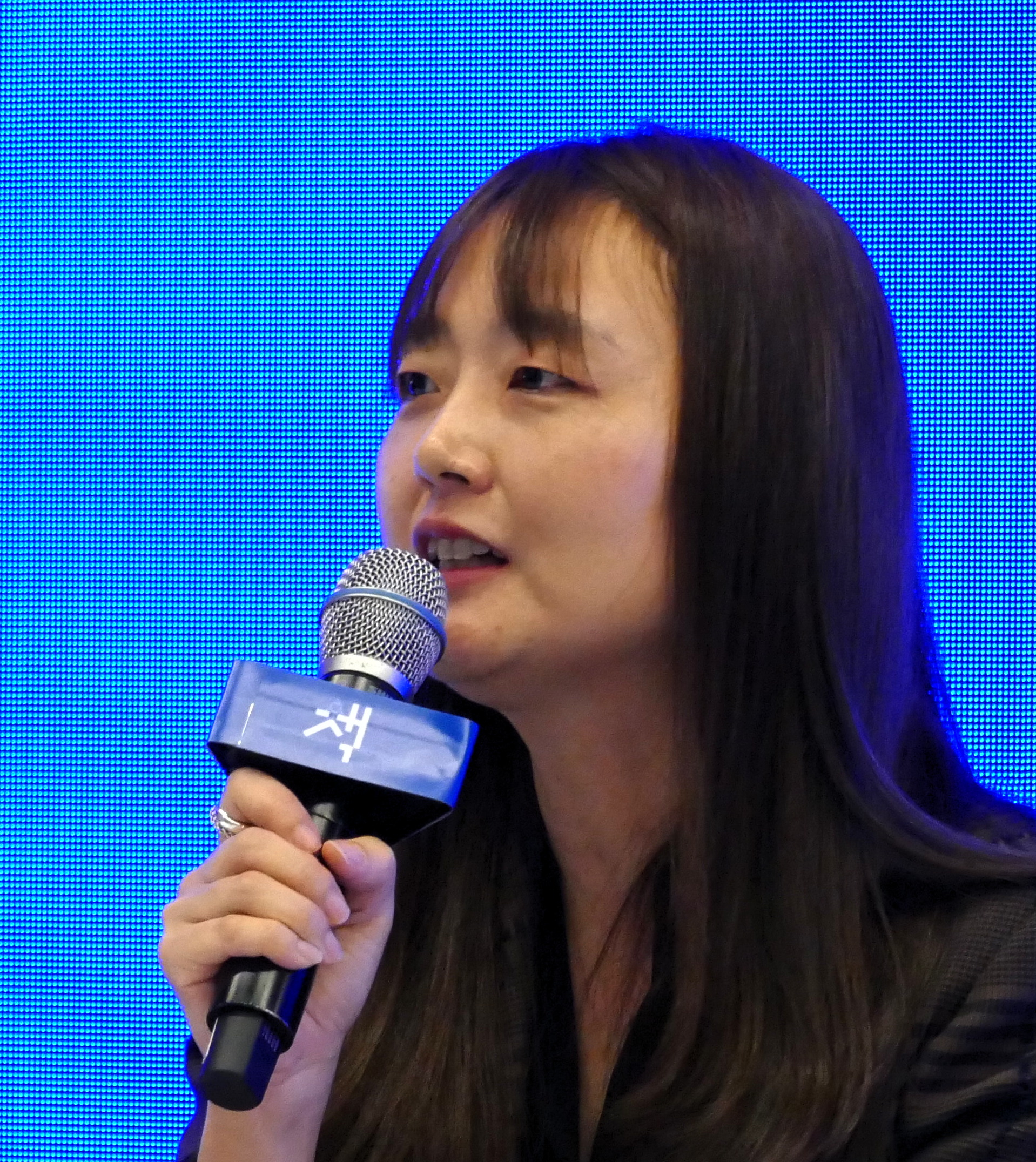
کیم کیوم هی، نویسنده کره جنوبی

کیم کیوم هی (Kim Keum-hee) (کره‌ای: 김금희 ; متولد ۱۰ اکتبر ۱۹۷۹) نویسنده اهل کره جنوبی است. در اولین حضور ادبی خود را در سال ۲۰۰۹ داستان کوتاهش " Neoui dokyumeonteu " (너의 도큐먼트 شما) در مسابقه نویسنده کره تایمز جدید برنده شد.
او اولین مجموعه داستان کوتاه خود را در سال ۲۰۱۴ منتشر کرد. این کتاب برنده سی و سومین جایزه ادبی سین دونگ یوپ شد.
داستان کوتاه او " Jo Junggyuneui segye " (조중균의 세계 The World of Jo Jung-gyun) ششمین جایزه نویسندگان جوان Munhakdongne را در سال ۲۰۱۵ دریافت کرد.
او در سال‌های ۲۰۱۶ و ۲۰۱۷ به ترتیب برای «Neomu hannajeui yeonae» (너무 한낮의 연애 خیلی روشن برای عشق) و «Munsang'» (문상 در مراسم تشییع جنازه) برنده همین جایزه شد.
در سال ۱۹۹۸، کیم در برنامه ادبیات کره ای در دانشگاه اینها ثبت نام کرد. کیم به یاد می‌آورد که «یک آدم ادبی کره‌ای بود که عاشق داستان بود و فقط می‌خواست داستان بنویسد». پس از فارغ‌التحصیلی، او به عنوان ویراستار به یک ناشر پیوست. او در دوران تصدی خود در انتشارات هم بی عدالتی‌های اجتماعی را درک کرد و هم فرصت‌هایی برای همبستگی اجتماعی. به ویژه، او از رفتار سنگین شرکت در قبال کارمندانش ناامید شد و ناشر پرداخت حقوق را به عنوان یک عمل خیرخواهانه به جای جبران منصفانه کارشان تلقی می‌کرد.

## آثار
- 『너무 한낮의 연애』 (2016) – Too Bright Outside for Love (۲۰۱۶)
- 『센티멘털도 하루이틀』(۲۰۱۴) - احساسات فقط برای یک یا دو روز کار می‌کند (۲۰۱۴)

### آثار در ترجمه
- همه چیز درباره شطرنج (انگلیسی)

## جوایز
1. ۲۰۱۷: جایزه نویسندگان جوان Munhakdongne
2. ۲۰۱۷: جایزه ادبی هیوندا
3. ۲۰۱۶: جایزه نویسندگان جوان Munhakdongne
4. ۲۰۱۵: جایزه سین دونگ یوپ برای ادبیات
5. ۲۰۱۵: جایزه نویسندگان جوان Munhakdongne